# Ivar Stål

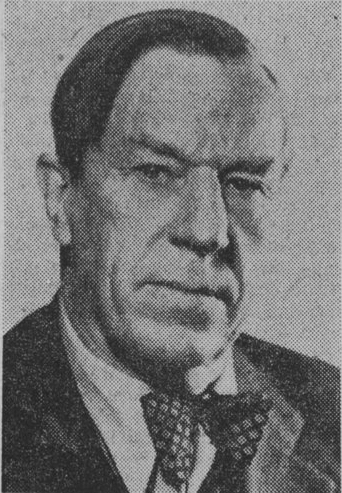
Ivar Stål

Axel Ivar Stål, född 17 mars 1891 i Norrbärke socken, död 8 september 1953 i Saltsjöbaden, var en svensk arkitekt och akvarellist.

## Biografi
Ivar Stål var son till köpmannen Carl Johan Stål och Jenny Mathilda Bergsten och gift med Lisa Palmer samt far till Karl Ivar och Olle Stål. Ivar Stål utbildade sig vid Kungliga tekniska högskolan 1911–1915, med tre års följande studier vid Kungliga Konsthögskolan.
Mellan 1917 och 1918 var han även anställd hos Ivar Tengbom. Han påbörjade därefter en tjänst vid stadsingenjörskontoret i Göteborg där han arbetade 1918–1920. Mellan 1920 och 1925 var han stadsarkitekt i Östersund. Han blev tjänstgörande arkitekt utom stat vid Byggnadsstyrelsen från 1924, och mellan 1925 och 1929 var han biträdande arkitekt vid myndigheten. År 1931 tjänstgjorde han som extra arkitekt vid Stockholms stads stadsplanekontor.
Ivar Stål har ritat ett antal sjukhus- och skolbyggnader i Jämtlands län och står även bakom Länsarkivet och lantmäterikontoret i Östersund och tingshus i Särna. Han svarade för ritningarna till om- och tillbyggnaderna av Arbetsgivareföreningens och lantmäteristyrelsens hus i Stockholm. Tillsammans med Adrian Langendal ritade han Tranås stadshus. Vid sidan av sitt arbete som arkitekt var han verksam som målare och finns representerad i Jernkontorets samlingar med en akvarell av Flatenbergs masugn i Norrbärke.
Makarna Stål är begravda på Skogsö kyrkogård.

## Bilder

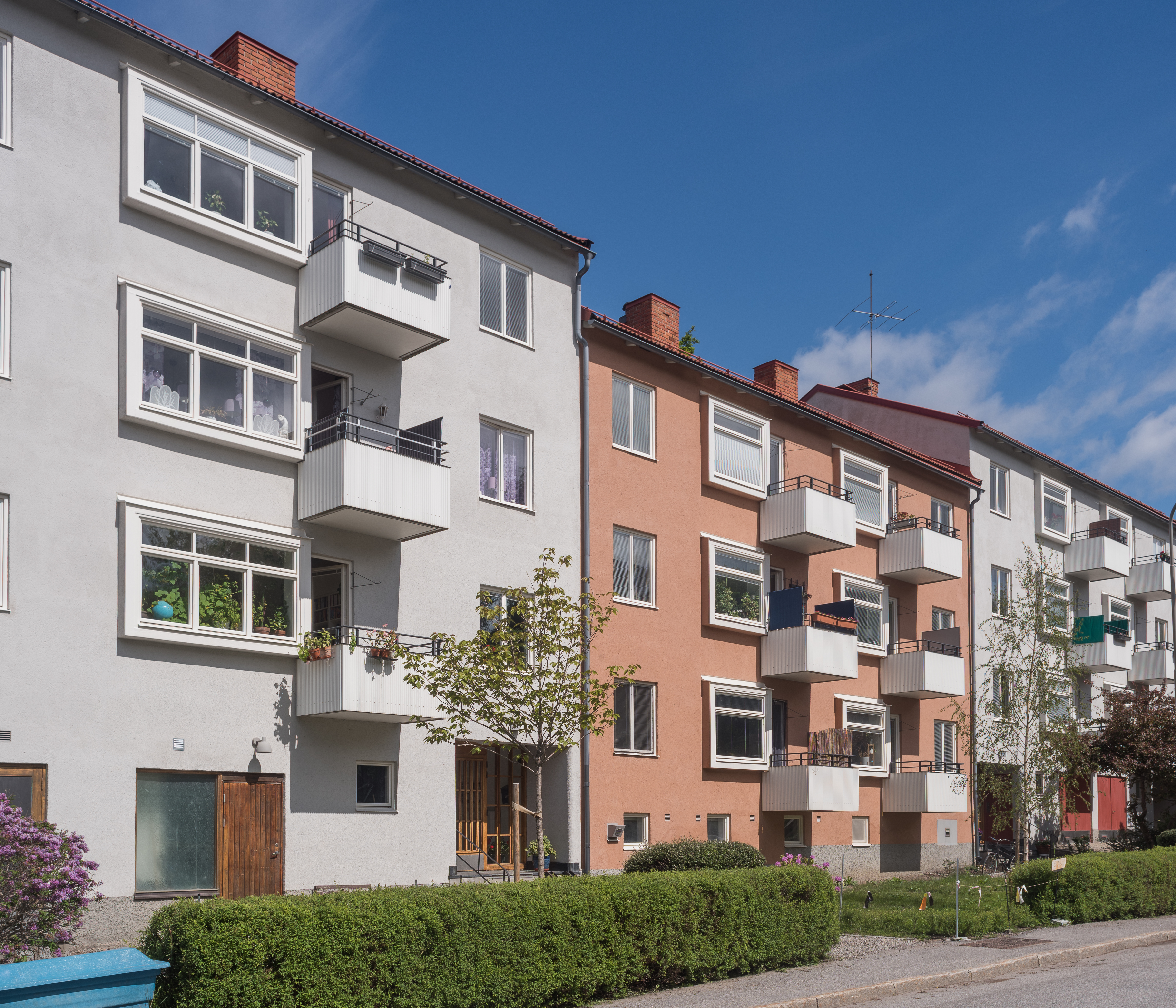
Bostadsbebyggelse i Björkhagen.
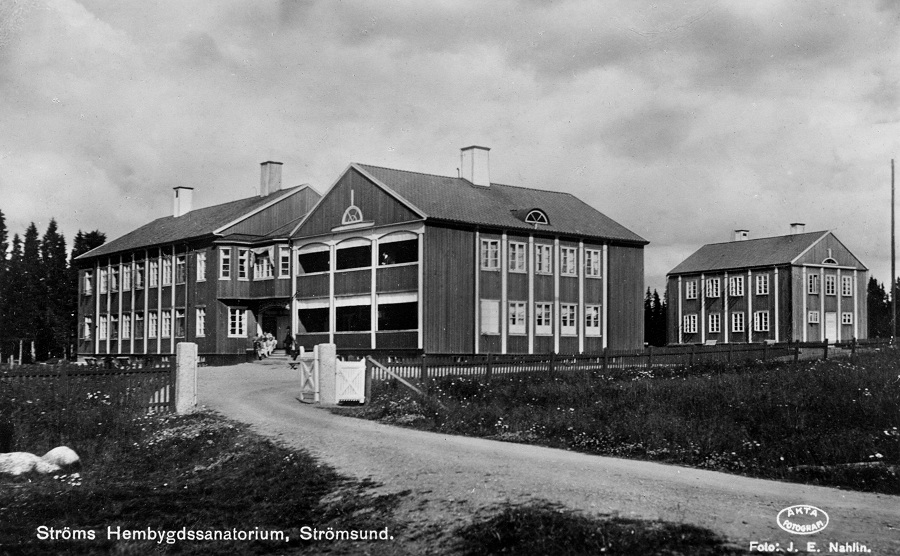
Hembygdssanatoriet i Strömsund
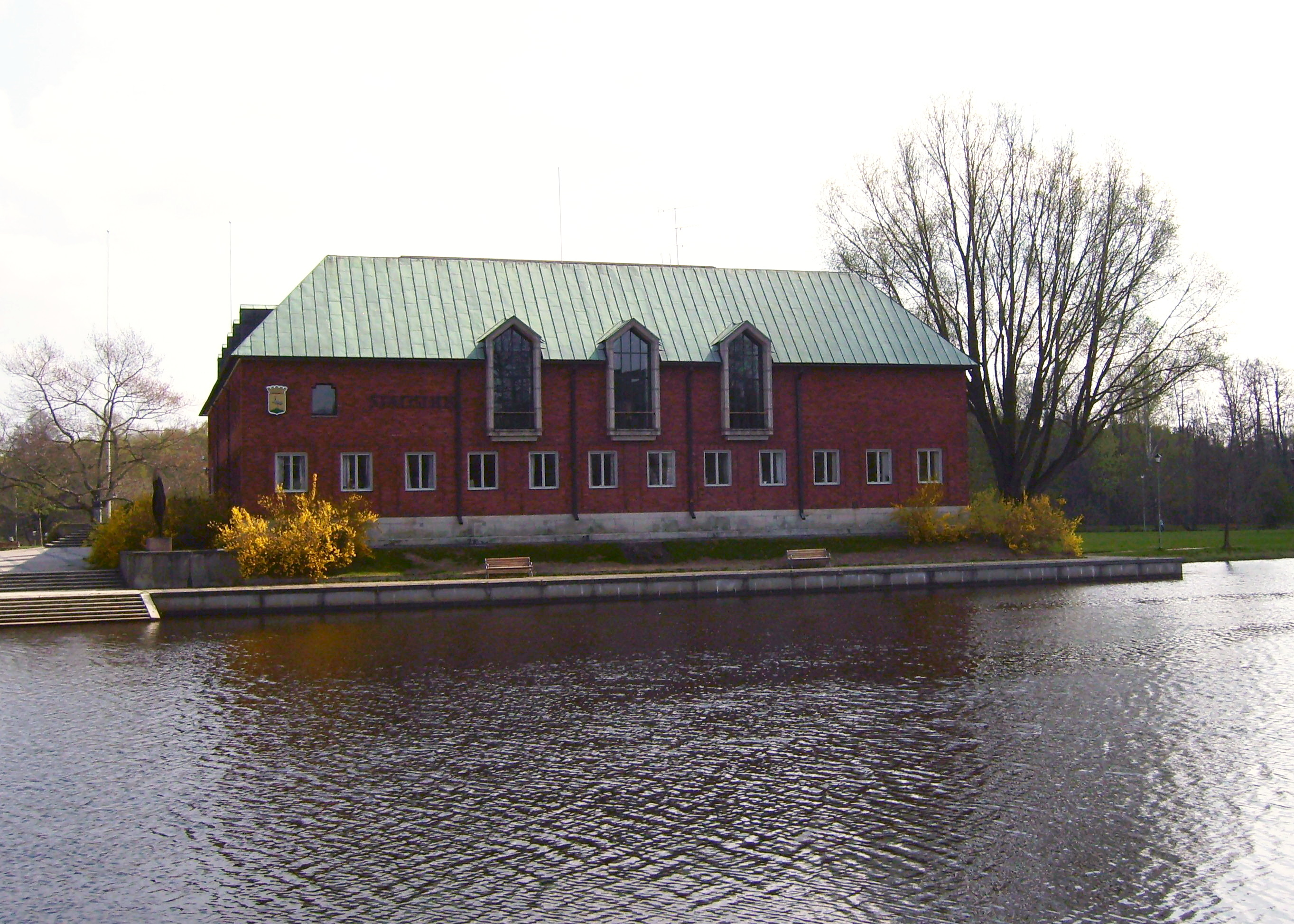
Tranås stadshus
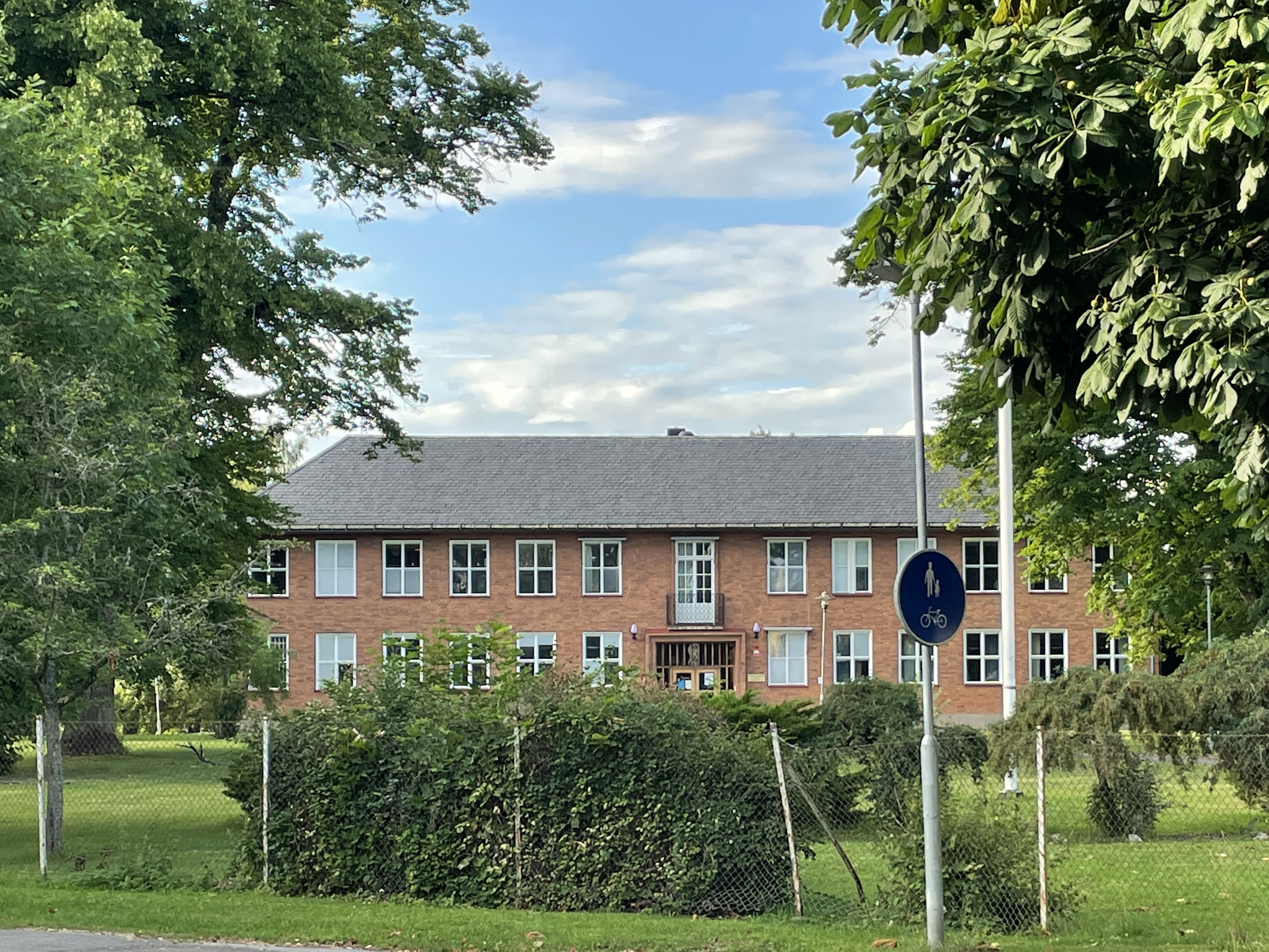
Seminariet i Skara